# Parafia św. Stanisława Biskupa w Zręcinie
Parafia św. Stanisława Biskupa w Zręcinie − parafia rzymskokatolicka, znajdująca się w archidiecezji przemyskiej, w dekanacie Krosno III.

## Historia
W 1326 roku pojawiła się wzmianka o istniejącym dekanacie w Zręcinie, a parafia była położona na wschodnich krańcach diecezji krakowskiej. Wieś była własnością opactwa cystersów w Koprzywnycy. W 1795 roku parafia została przydzielona do nowej diecezji tarnowskiej. W 1814 roku parafia została przydzielona do diecezji przemyskiej.
W 1744 roku zbudowano kolejny drewniany kościół. W 1783 roku po kasacji Cystersów, parafię przejęli księża diecezjalni.. W 1855 roku drewniany kościół konsekrowano.
W latach 1874–1878 zbudowano obecny murowany kościół, według projektu arch. Aleksandra Gebauera, z fundacji Karola Klobassy i Ignacego Łukasiewicza. 10 maja 1875 roku poświęcono kamień węgielny. 17 października 1878 roku dziekan jasielski ks. Julian Paszyński poświęcił nowy kościół. 23 czerwca 1883 roku bp Ignacy Łobos dokonał konsekracji kościoła
.
W 1938 roku na terenie parafii było 7614 wiernych, a do parafii należały: Zręcin, Chorkówka, Kopytowa, Leśniówka, Machnówka, Podniebyle, Świerzowa Polska, Szczepańcowa, Żeglce.
Na terenie parafii jest 4400 wiernych (w tym: Zręcin – 2100, Machnówka – 250, Świerzowa Polska – 2050).
Proboszczowie parafii:
1642–1662. ks. Mikołaj Twarożkowicz.
1662–1667. ks. Stanisław Kuleski.
1667–1669. ks. Szymon Karczeński.
1669–1676. ks. Stanisław Śliczniewicz.
1677–1689. ks. Walenty Jan Skoblicki.
1689–1698. ks. Kazimierz Lucjusz Świerkliński.
1698–1722. ks. Baltazar Lipieński.
1723–1740. ks. Walenty Ząmbkiewicz.
1740–1763. ks. Andrzej Sulborski.
1764–1777. ks. Stanisław Suchodolski.
1778–1816. ks. Paweł Remiszowski.
1816–1858. ks. Kazimierz Zaleski.
1858–1895. ks. Aleksander Krzeczowski.
1895–1927. ks. Julian Krygowski.
1927–1954. ks. Franciszek Gosztyła.
1954–1978. ks. Stanisław Łuksik (administrator).
1978–2006. ks. Jerzy Moskal.
2006– nadal ks. dr Wacław Socha.